# Río Kilmez
El río Kilmez (en ruso: Кильмезь) es un río de Rusia, afluente por la izquierda del río Viatka, de la cuenca del Volga. El Kilmez discurre por la república de Udmurtia y el óblast de Kírov.
Tiene una longitud de 270 km y riega una cuenca de 17.525 km². Su caudal medio medido en el pueblo de Vichmar es de 84.6 m³/s. El Kilmez permanece congelado generalmente desde noviembre a la segunda quincena de abril.
Sus principales afluentes son los ríos Lumpun, Loban y Vala.